# Damages
Damages är en amerikansk dramaserie från 2007, skapad av Glenn Kessler, Todd A. Kessler och Daniel Zelman.
Serien handlar om advokaten Patty Hewes (Glenn Close), som ger den nyutexaminerad advokaten Ellen Parsons (Rose Byrne) ett erbjudande på jobbet, samtidigt som byrån jobbar med att fälla den före detta direktören Arthur Frobisher (Ted Danson) för ett okänt företag. 
I USA hade serien premiär på kanalen FX den 24 juli 2007. Svensk premiär skedde på TV3 den 3 januari 2008.
Den femte och sista säsongen gick av stapeln i september 2012.
Glenn Close belönades med en Golden Globe i kategorin "Bästa kvinnliga huvudroll i en dramaserie".